# Pablo Gargallo
Pablo Gargallo, född 1881, död 1934, var en spansk skulptör.
Pablo Gargallo var påverkad av kubismen och arbetade med järnskivor och rullar för att bygga upp sina djärvt uttrycksfulla figurer. Han var verksam i Paris från 1925.